# Dmitrowicze (gmina)
Dmitrowicze – dawna gmina wiejska istniejąca do 1939 roku w woj. poleskim (obecnie na Białorusi). Siedzibą gminy były Dmitrowicze (402 mieszk. w 1921 roku).
Początkowo gmina należała do powiatu brzeskiego. 12 grudnia 1920 r. została przyłączona do nowo utworzonego powiatu białowieskiego pod Zarządem Terenów Przyfrontowych i Etapowych. W związku z przyłączeniem powiatu do woj. białostockiego z dniem 19 lutego 1921, gminę przywrócono do powiatu brzeskiego w nowo utworzonym woj. poleskim. 18 kwietnia 1928 roku do gminy przyłączono część zniesionej gminy Wojska. 
Po wojnie obszar gminy Dmitrowicze wszedł w struktury administracyjne Związku Radzieckiego.